# Домовый веслоног
Домо́вый веслоно́г, или домо́вая лягу́шка (лат. Polypedates leucomystax) — вид бесхвостых земноводных из семейства веслоногих лягушек.
Общая длина достигает 5—8 см. Наблюдается половой диморфизм — самки крупнее самцов. Голова широкая, морда вытянута и сильно заострена. Глаза большие. Кожа гладкая. На концах пальцев развиты круглые присоски. Перепонка, развита только на задних лапах, доходит почти до самых концов пальцев. Они не так ярко окрашены, зато крупнее. Основной тон окраски — буроватый с желтовато-золотистым отливом. От кончика острой мордочки до середины глаза и от глаза назад часто проходит контрастная тёмная полоса. Также может иметь рисунок из более тёмных, чем общий тон, длинных продольных полос. Глаза имеют золотистую радужину и чёрные зрачки. Внешняя сторона челюстей белого цвета, создается впечатление будто «губы» амфибии окаймлены белой краской.

## Места обитания и образ жизни
Любит дождевые, горные леса, скалистые берега, прибрежные лагуны пресной воды, пахотные земли, пастбища, плантации, сельские сады, городские районы, районы водохранилищ, прудов, оросительных земель, сезонные затопления сельскохозяйственных земель. Встречается на высоте до 1500 метров над уровнем моря. Обитает преимущественно на деревьях. Активен ночью. Питается мелкими беспозвоночными.
Самка обёртывает отложенные яйца своеобразной пеной, защищающей кладки от пересыхания. Кладка крепится к камням или листьям.

## Ареал
Вид распространен от Индии, Восточных Гималаев до Индокитая, южного Китая, Явы, Калимантана, Филиппин и острова Новая Гвинея.